# Creu de Sant Guillem (Campins)
La Creu de Sant Guillem és una obra modernista de Campins (Vallès Oriental) inclosa a l'Inventari del Patrimoni Arquitectònic de Catalunya. Està a prop de l'ermita i la masia de Sant Guillem de Campins.

## Història
La creu commemora una missió feta a Campins l'any 1929. A pocs metres de la creu trobem l'ermita de Sant Guillem (vegeu fitxa corresponent).

## Descripció
Base circular de pedra mig desbastada, la qual suporta vuit contraforts que acaben de manera fusiforme. Aquest cos superior té vuit elements de pedra, dels quals els quatre de dalt sostenen a manera de mènsules, els extrems del ferro forjat que surt dels peus de la creu, la qual corona el conjunt. Aquesta té decoracions amb claus i cintes sinuoses de forja. Dues plaques clavades a la pedra diuen: "CRUZ ERIGIDA EN RECUERDO DE LA MISION DE CAMPINS DE 1929 BENDECIDA EN ENERO DE 1929", i l'altra resa així: "RECUERDO DE LA Sta. MISION PREDICADA EN S/JUAN DE CAMPINS 1944".